# Palpimanus sogdianus
Espèce
Palpimanus sogdianus est une espèce d'araignées aranéomorphes de la famille des Palpimanidae.

## Distribution
Cette espèce est endémique de la province de Kachkadaria en Ouzbékistan,. Elle se rencontre dans les monts Hissar.

## Description
La carapace du mâle syntype mesure 2,7 mm de long sur 2,2 mm et l'abdomen 3,9 mm et la carapace de la femelle syntype mesure 3,0 mm de long sur 2,3 mm et l'abdomen 3,8 mm de long sur 2,5 mm.
Le mâle décrit par Fomichev, Marusik et Zonstein en 2023 mesure 5,87 mm et la femelle 7,05 mm.

## Systématique et taxinomie
Cette espèce a été décrite par Charitonov en 1946.

## Publication originale
- Charitonov, 1946 : « New forms of spiders of the USSR. » Izvestija. Estestvenno-Nauchnogo Obshestva pri Molotovskom Universitete, vol. 12, p. 19-32.